# NGC 5649
NGC 5649 је спирална галаксија у сазвежђу Волар која се налази на NGC листи објеката дубоког неба.
Деклинација објекта је + 14° 1' 24" а ректасцензија 14h 30m 32,5s. Привидна величина (магнитуда) објекта NGC 5649 износи 13,3 а фотографска магнитуда 14,1. NGC 5649 је још познат и под ознакама NGC 5648, UGC 9330, MCG 2-37-19, IRAS 14281+1414, CGCG 75-59, KUG 1428+142, PGC 51840.